# Stazione di Ōmi-Nagaoka
La stazione di Ōmi-Nagaoka (近江長岡駅?, Ōmi-Nagaoka-eki) e una stazione ferroviaria situata nella città di Maibara, nella prefettura di Shiga in Giappone. La stazione e gestita dalla JR Central e serve la linea principale Tōkaidō.

## Linee
JR Central
■ Linea principale Tōkaidō

## Struttura
La stazione è costituita da due marciapiedi a isola 4 binari in superficie.
| 1-2 | ■ Linea principale Tōkaidō | per Ōgaki e Nagoya         |
| 3-4 | ■ Linea principale Tōkaidō | per Maibara, Kyoto e Osaka |

## Stazioni adiacenti
| ≪                        | Servizio                 | ≫                        |
| Linea principale Tōkaidō | Linea principale Tōkaidō | Linea principale Tōkaidō |
| ------------------------ | ------------------------ | ------------------------ |
| Kashiwabara              | Tutti i treni            | Samegai                  |